# Graphs and Combinatorics
Graphs and Combinatorics est une revue scientifique à évaluation par les pairs en théorie des graphes, combinatoire et géométrie discrète publiée par Springer Japan.

## Description
Le rédacteur en chef est, en 2020, Katsuhiro Ota. Le fondateur de la revue est Hoon Heng Teh de Singapour, lors président de la Southeast Asian Mathematics Society, et son rédacteur eun chef était de l'université de Tokyo. Au début, la revue était sous-titrée "An Asian Journal".
Le journal est consacré à la recherche concernant tous les aspects des mathématiques combinatoires, en particulier la théorie des graphes et la géométrie discrète. Les thèmes le plus représentés sont la combinatoire algébrique, théorie du design combinatoire, géométrie discrète, théorie des ensembles extrémale, théorie des graphes.
En plus des articles de recherche originaux, la revue publie également un article de synthèse important chaque année. 
La revue publie un volume par an, composé de six numéros. À titre d'illustration, le volume 35, de 2019, contient quelque 1700 pages.

## Résumés et indexation
La revue est référée, et les articles sont indexés, dans les bases de données usuelles de Springer, et notamment dans : 
- Current Contents/Engineering, Computing & Technology
- ISI Alerting Services
- Science Citation Index Expanded
- CompuMath Citation Index
- Mathematical Reviews
- DBLP Bibliography Server
- Zentralblatt MATH
- Computer Abstracts

Depuis 1999, la revue est le plus souvent classée dans le deuxième quartile de la catégorie des journaux en  géométrie discrète et informatique théorique par SCImago Journal Rank.

## Article lié
- Liste des journaux scientifiques en mathématiques